# دودمان پیاست
خاندان پیاسْت (به لهستانی: Piastowie) دودمانی تاریخی در لهستان بود. تاریخچه این خاندان با فرمانروایان نیمه اسطوره‌ای آغاز می‌شود. اولین فرمانروای تاریخی این خاندان، میشکو اول لهستان (در قرن دهم) بود. حکومت و سلطنت خاندان پیاست بر لهستان در ۱۳۷۰ با مرگ شاه کازیمیر کبیر به پایان رسید. شاخه‌های فرعی خاندان پیاست بعد از این تاریخ نیز در دوک نشین‌های مازویا و سیلیزیا تا ۱۶۷۵ حکومت کردند. البته به دلیل وصلت میان خاندان پیاست و دیگر خاندان‌های سلطنتی اروپا، اعضای این خاندان بعدها در داخل سرزمین‌های اروپایی به حیات خویش ادامه دادند.